# 塞尔维尼莱拉维尔
塞尔维尼莱拉维尔（法語：Servigny-lès-Raville，法語發音：[sɛʁviɲi lɛ ʁavil]，意为“拉维尔附近的塞尔维尼”；洛林语：Sreveny delez Rauvelle）是法国摩泽尔省的一个市镇，属于梅斯区。

## 地理
塞尔维尼莱拉维尔（49°4'42"N, 6°27'6"E）面积14.2 平方千米，位于法国大東部大區摩泽尔省，该省份为法国东北部内陆省份，是洛林的一部分，西南接默尔特-摩泽尔省，东临下莱茵省，北与卢森堡和德国接壤。
与塞尔维尼莱拉维尔接壤的市镇（或旧市镇、城区）包括：巴宗库尔、甘格朗日、迈兹鲁瓦、拉维尔、瓦里兹-沃东库尔、维莱-斯通库尔。

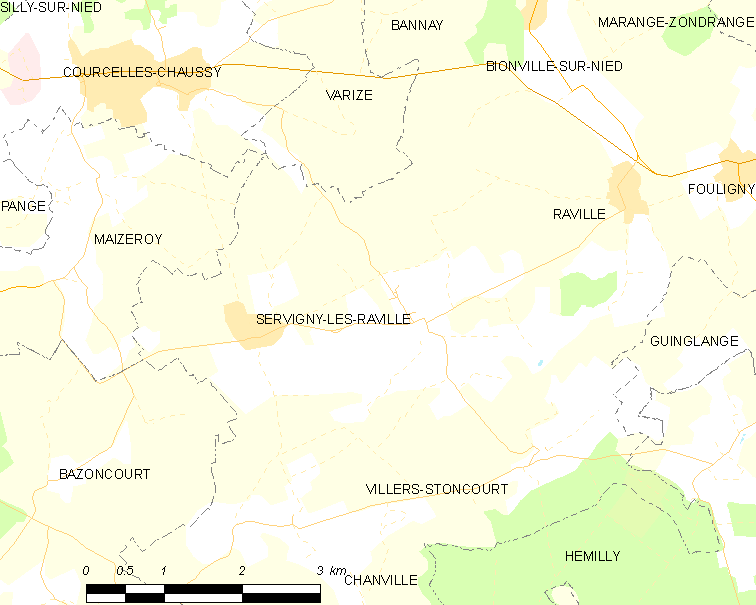
塞尔维尼莱拉维尔的OSM定位图

塞尔维尼莱拉维尔的时区为UTC+01:00、UTC+02:00（夏令时）。

## 行政
塞尔维尼莱拉维尔的邮政编码为57530，INSEE市镇编码为57648。

## 政治
塞尔维尼莱拉维尔所属的省级选区为梅斯地区县。

## 人口

1962-2008年间塞尔维尼莱拉维尔人口变化图示

塞尔维尼莱拉维尔于2022年1月1日时的人口数量为487人。